# Angelhoch
Das Angelhoch war eine Erhebung nördlich des Dorfes Olvenstedt bei Magdeburg. Bedeutung erlangte die Erhebung durch ein dort gefundene Megalithanlage, das Ganggrab von Ebendorf.
Das Angelhoch befand sich nördlich von Olvenstedt etwa an der Stelle, an der heute die Landstraße von Olvenstedt nach Ebendorf die Autobahn A2 kreuzt. Geographische Lage (geschätzt): 52° 10′ 25,9″ N, 11° 34′ 13,6″ O. Der Name Angelhoch geht auf den Volksstamm der Angeln zurück, denen der Bau des Megalithgrabes zugeschrieben wurde.
Im heute zu Magdeburg gehörenden Dorf Olvenstedt war zeitweise auch eine Straße nach dem Angelhoch als Angelhochstraße benannt.